# Giro del Piemonte 1925
Il Giro del Piemonte 1925, diciottesima edizione della corsa, si svolse il 3 maggio 1925 su un percorso di 306 km. La vittoria fu appannaggio dell'italiano Gaetano Belloni, che completò il percorso in 11h16'00", precedendo i connazionali Bartolomeo Aymo ed Alfredo Binda.
Sul traguardo di Torino 23 ciclisti, su 35 partiti dalla medesima località, portarono a termine la competizione. 

## Ordine d'arrivo (Top 10)
| Pos. | Corridore           | Squadra         | Tempo     |
| ---- | ------------------- | --------------- | --------- |
| 1    | Gaetano Belloni     | Wolsit-Pirelli  | 11h16'00" |
| 2    | Bartolomeo Aymo     | Alcyon-Dunlop   | s.t.      |
| 3    | Alfredo Binda       | Legnano-Pirelli | a 1'30"   |
| 4    | Pietro Linari       | Legnano-Pirelli | a 2'00"   |
| 5    | Pietro Bestetti     | Wolsit-Pirelli  | a 3'50"   |
| 6    | Giovanni Brunero    | Legnano-Pirelli | s.t.      |
| 7    | Angiolo Gabrielli   | -               | s.t.      |
| 8    | Alfredo Dinale      | Legnano-Pirelli | s.t.      |
| 9    | Costante Girardengo | Wolsit-Pirelli  | s.t.      |
| 10   | Giovanni Tragella   | -               | a 5'00"   |